# Pfarrkirche Stetteldorf am Wagram

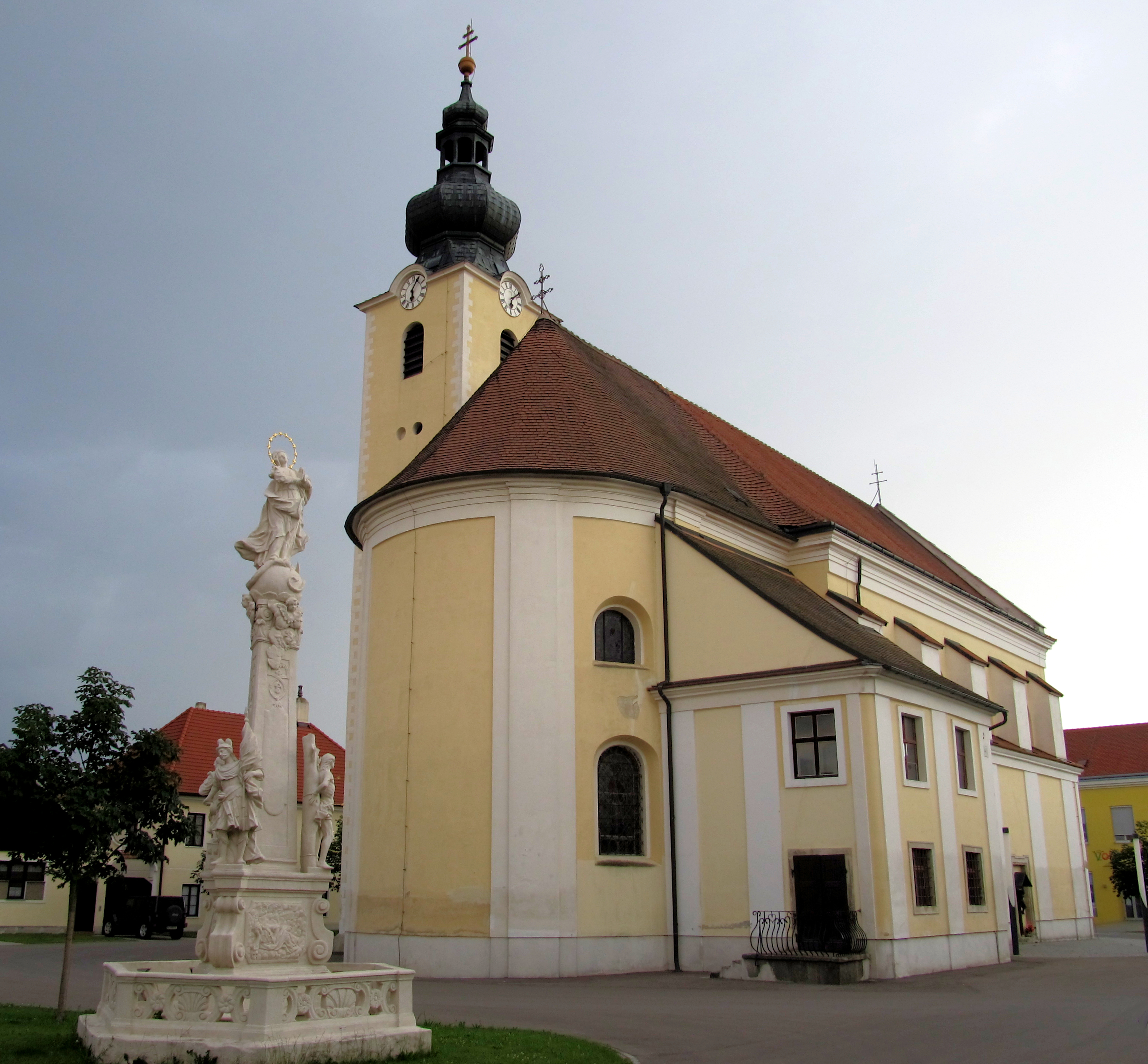
Katholische Pfarrkirche hl. Johannes der Täufer in Stetteldorf am Wagram

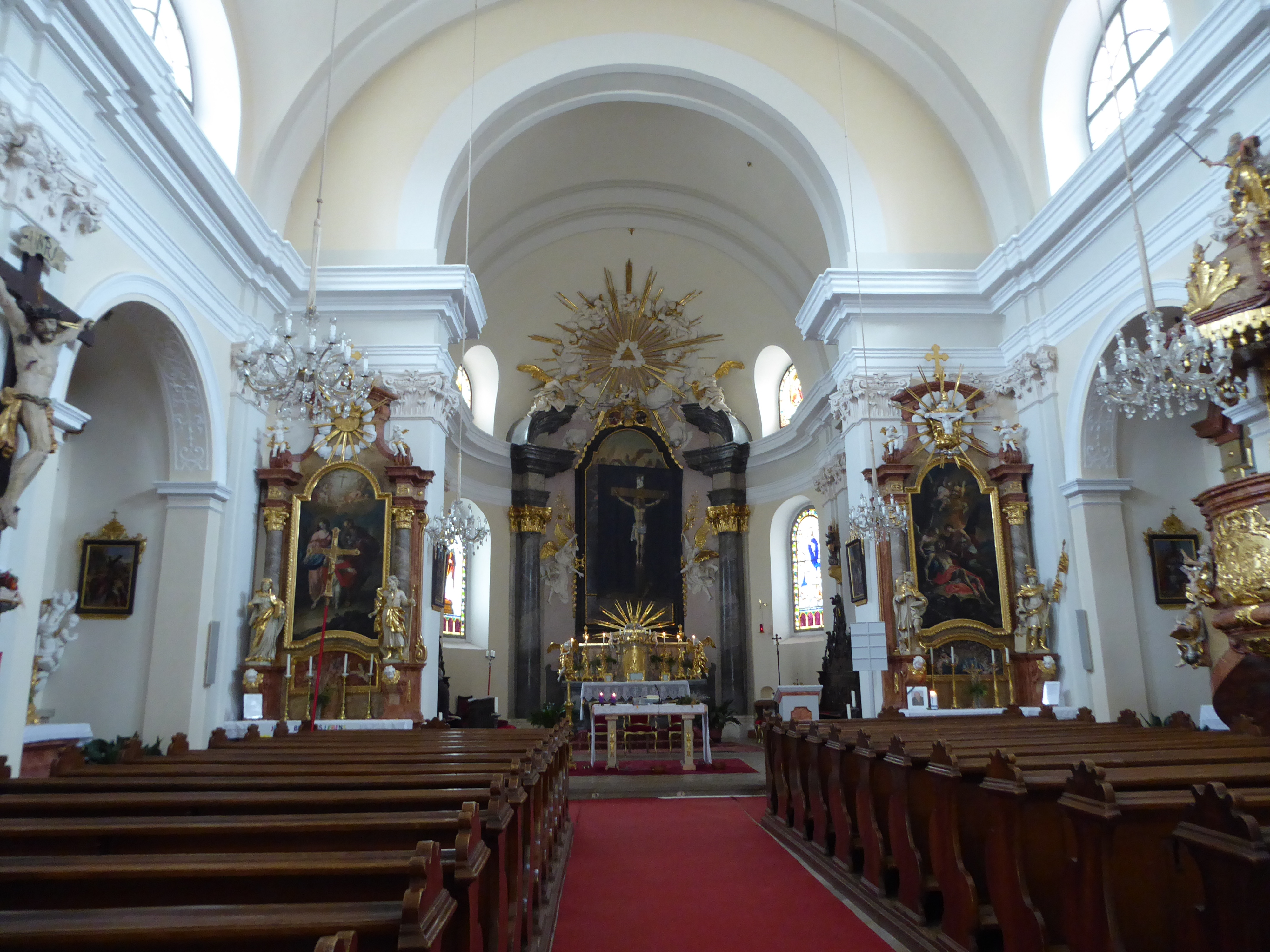
Langhaus, Blick zum Chor

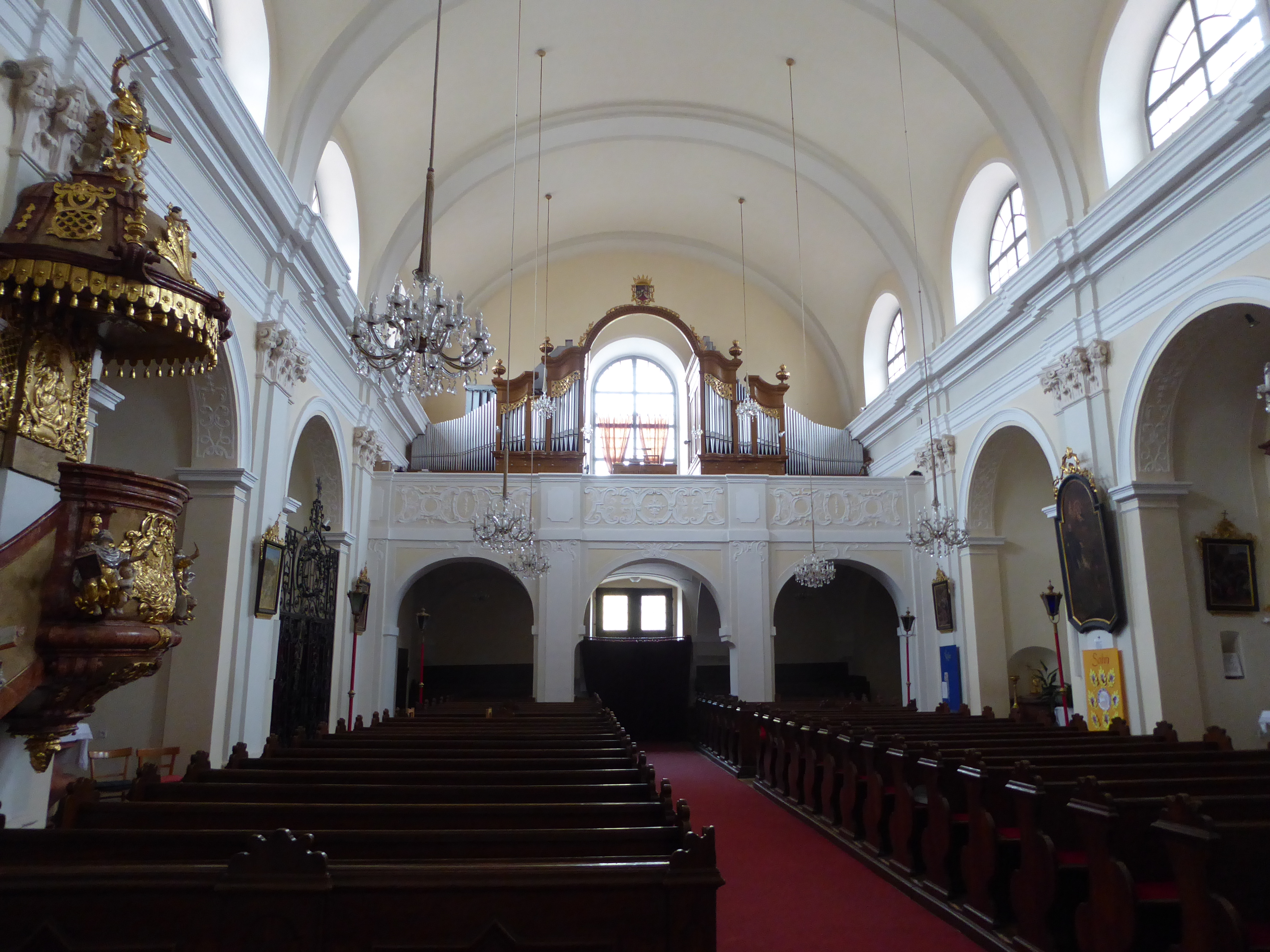
Langhaus, Blick zur Empore

Die römisch-katholische Pfarrkirche Stetteldorf am Wagram steht in der Platzmitte im Zentrum der Marktgemeinde Stetteldorf am Wagram im Bezirk Korneuburg in Niederösterreich. Die dem Patrozinium hl. Johannes der Täufer unterstellte Pfarrkirche gehört zum Dekanat Großweikersdorf im Vikariat Unter dem Manhartsberg der Erzdiözese Wien. Die Kirche steht unter Denkmalschutz (Listeneintrag).

## Geschichte
Nach 1359 wurde eine Pfarre genannt.
Nach einem Kirchenbrand 1713 wurde 1716 durch die Baumeister Johann Jakob Castelli und Johann Pauli der Kirchenbau begonnen und 1726 geweiht.

## Architektur
Die einheitliche barocke Saalkirche mit Seitenkapellen hat einen gotischen Südturm. In der Unterkirche befindet sich die Gruft der Familie Hardegg.
Das Kirchenäußere zeigt eine schmucklose Westfront und an den Fassaden eine einheitliche Faschengliederung mit einem umlaufenden Kranzgesims. Der gotische Turm im südlichen Chorwinkel hat Schlitzfenster, ein gekuppeltes Kleeblattbogengewände, barocke Rundbogenschallfenster und Uhrengiebel, er trägt einen Zwiebelhelm um 1859 und 1980 erneuert. Die zweigeschoßige Sakristei- und Oratoriumanbau im nördlichen Chorwinkel hat abgerundete Ecken.
Das Kircheninnere zeigt ein vierjochiges Langhaus mit seitlichen Kapellenreihen und Obergaden mit Rundbogenfenstern und innenliegende Strebepfeiler gestaffelt. Die Orgelempore auf drei Pfeilerarkaden hat eine stuckierte Brüstung. Der Triumphbogen ist stark eingezogen. Der eingezogene Chor mit einem Halbkreisschluss hat zweigeschoßig angeordnete Rundbogenfenster.
Die Glasmalereien im Chor zeigen die Heiligen Julius und Maria um 1900.

## Ausstattung
Der Hochaltar aus der Bauzeit zeigt grauen Stuckmarmor und seitliche Säulen mit Sprenggiebelköpfen als Steigerung der Raumgliederung, er zeigt das Altarbild mit stützenden Schwebeengeln im Apsisscheitel, das Altarbild Taufe Christi malte Johann Georg Schmidt.
Die Orgel mit 20 Registern baute Josef Panhuber 1928. Eine Glocke nennt Joachim Gross 1690.